# Thomas Crab
Thomas Crab (* 30. August 1987) ist ein belgischer Basketballtrainer.

## Werdegang
Nach seiner Spielerzeit mit Stationen in Kontich, Lier und Duffel wurde Crab Assistenztrainer beim Verein Guco Lier und dort 2011 ins Amt des Cheftrainers befördert.
2015 wurde Crab Trainer des Zweitligisten Oxaco Boechout. Zur Saison 2016/17 wechselte er als Assistenztrainer zum Erstligisten Antwerp Giants und übernahm bei dem Verein des Weiteren das Amt des Cheftrainers der zweiten Herrenmannschaft. In Antwerpen arbeitete er unter Cheftrainer Roel Moors. 2019 wechselte Crab gemeinsam mit Moors, dem Sportlichen Leiter Leo De Rycke sowie dem Spieler Paris Lee aus Antwerpen zum deutschen Bundesligisten Brose Bamberg. Am Ende der Saison 2019/20 kam es zur Trennung, Moors und Crab schieden in Bamberg aus dem Dienst, nachdem das Spieljahr der Oberfranken sportlich enttäuschend verlaufen war.
Crab ging mit Moors innerhalb der Bundesliga zur BG Göttingen. 2021 verließ Crab die „Veilchen“ aus persönlichen Gründen.
Er ging nach Belgien zurück und trat bei Okapi Aalstar eine Stelle als Assistenztrainer an. Im Februar 2022 wurde er bei dem Erstligisten Cheftrainer, nachdem Yves Defraigne entlassen worden war. Crab gab das Amt 2024 ab und wechselte zur Saison 2024/25 nach Österreich zu den Swans Gmunden.